# Vážany (ort i Tjeckien, Södra Mähren, lat 49,24, long 17,05)
Vážany är en ort i Tjeckien.   Den ligger i regionen Södra Mähren, i den östra delen av landet, 210 km sydost om huvudstaden Prag. Vážany ligger 276 meter över havet och antalet invånare är 416.
Terrängen runt Vážany är huvudsakligen platt, men åt sydost är den kuperad. Runt Vážany är det ganska tätbefolkat, med 72 invånare per kvadratkilometer. Närmaste större samhälle är Vyškov, 5,2 km nordväst om Vážany. Trakten runt Vážany består till största delen av jordbruksmark.